# Fântâna Mare, Constanța
Fântâna Mare este un sat în comuna Independența din județul Constanța, Dobrogea, România. Locuită integral de etnici turci (cca 374 de persoane), are numele istoric Başpînar / Bașpınar, scris și Başpunar, însemnând "Fântână Principală /Mare".
Primăria din comuna Independența, din care face parte, a încercat în 2007 demararea unui proiect prin care să introducă satul pe lista patrimoniului mondial UNESCO, cele 111 gospodării urmând a fi reabilitate de Asociația Oamenilor de Afaceri Turci din România.
La recensământul din 2002 avea o populație de 374 de locuitori.
Există un singur lacaș de cult musulman Geamia Fântâna Mare pentru rugăciuni.
Exista un izvor, cișmea, care a fost construită în anul 1278 după calendarul Islamic, adică 1860/61. Cismeaua a fost restaurată de către omul de afaceri Turc, Mehmet Safi.
O parte din tinerii din sat sunt plecați în străinătate, cu preponderență în Germania. Satul însă este în continuare locuit și de tineri care lucrează în zonele din apropiere sau se ocupă de agricultură și creșterea animalelor. 
Başpînar, în traducere "fântâna mare", a rămas singurul sat din Dobrogea locuit în totalitate de turci.